# Biegenburg
Die Biegenburg, auch Beyenburg genannt, ist die Ruine einer Höhenburg nahe Blitzenreute im Landkreis Ravensburg in Baden-Württemberg.

## Anlage
Die Burg liegt auf einer Höhenzunge über dem Tobel zwischen Blitzenreute und Staig. Von der Burganlage sind vor allem ein Richtung Blitzenreute gerichteter Graben sowie wenige Mauerreste erhalten.

## Geschichte

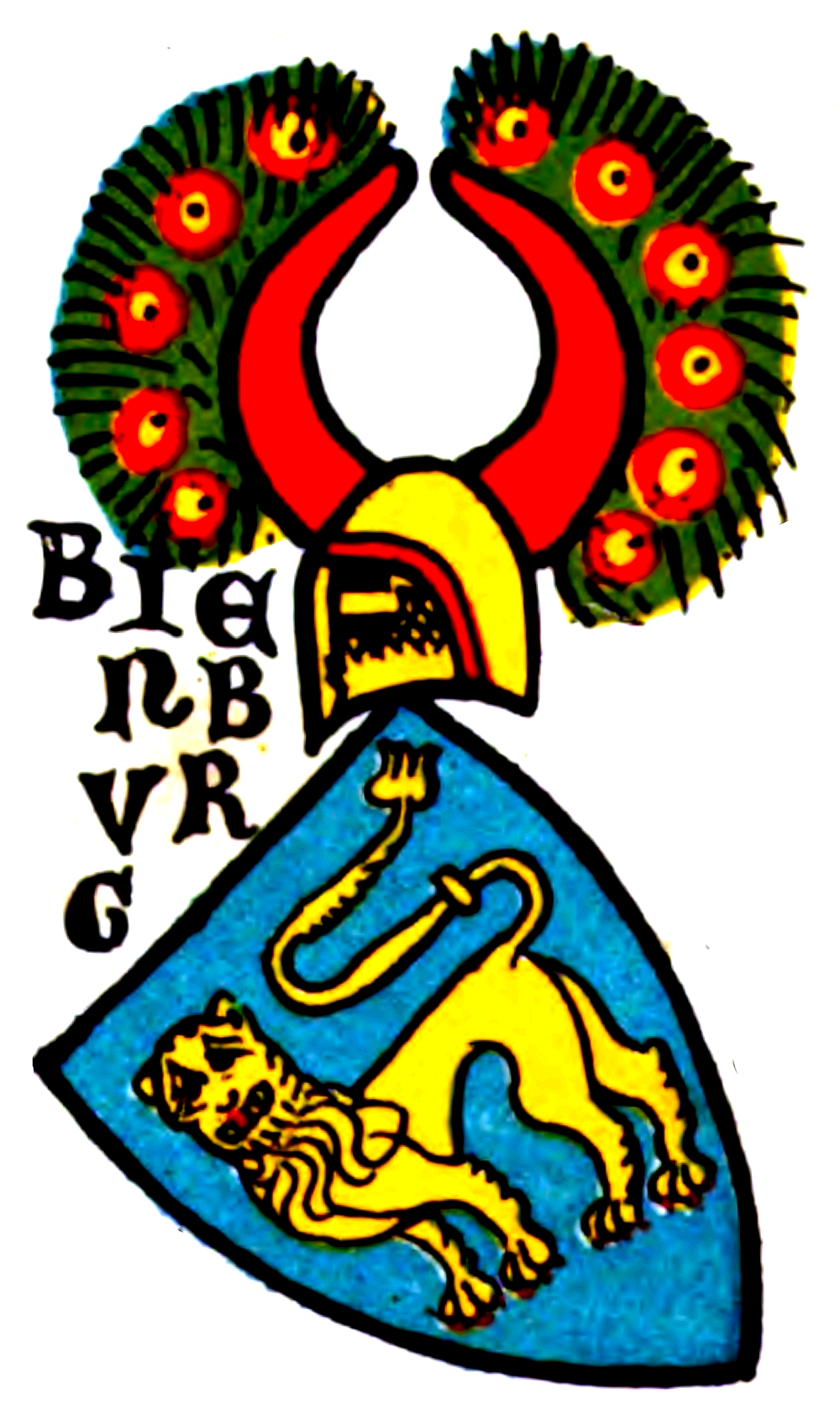
Wappen derer von Bienburg (Biegenburg), Zürcher Wappenrolle, ca. 1340

Die Burg wurde vermutlich zu Beginn des 13. Jahrhunderts von den Herren von Biegenburg, einem staufischen Ministerialengeschlecht, erbaut.
Durch Erbschaft gelangte die Biegenburg um 1270 in den Besitz der Schenken von Schmalegg. Ritter Ulrich von Hörningen erbte die Burganlage in der zweiten Hälfte des 14. Jahrhunderts, musste die Burg und die zugehörigen Besitzungen aber im Frühjahr 1404 für 6000 fl. an das Kloster Weingarten verkaufen. Mit Beginn des 15. Jahrhunderts verfiel die Burganlage zusehends, so dass heute nur noch wenige Reste erhalten sind.